# Амурски леопард
Амурският, още Далекоизточен или Манджурски леопард (Panthera pardus orientalis) е хищен бозайник, подвид на леопарда, един от най-редките представители на семейство Коткови с около 40 екземпляра в дивата природа. Местообитанието му е в планински райони на тайгата и гори в умерения климатичен пояс в Далечния изток близо до брега на Японско море в граничен район, където се срещат три държави – Русия, Китай и Северна Корея. Ареалът на амурския леопард е най-северно разположеният от другите леопарди (в миналото е срещан и на север от 45-ия паралел). В началото на XX век, се е простирал върху обширни райони от четири съвременни държави, но днес е сведен до съвсем малък участък с площ, приблизително два пъти по-голяма от Люксембург или колкото една средноголяма административна област в България. Затова Международният съюз за защита на природата приема амурския леопард за критично застрашен вид с висок риск от изчезване.

## Физически характеристики
От деветте подвида на леопарда, амурският се отличава най-много от останалите. Много от изследователите го смятат за най-красивия подвид и често го сравняват със снежния барс. Тялото е стройно, с дълга опашка и гъста козина. Главата е закръглена, със светли сиво-сини или синьо-зелени очи. Мъжките тежат 32 – 48 kg, понякога до 60 – 75 kg, много рядко до 105 кг, женските обикновено са по-дребни – 25 – 43 kg, но могат да стигнат до 50 kg. Дължината на тялото е 107 – 136 cm, а опашката е 75 – 110 cm. От всички подвидове този има най-дълги крака, което може да е приспособление за придвижване в дълбока снежна покривка. Височината при холката е 64 – 78 cm. Лапите са силни, със здрави, остри и подвижни нокти, тъмнокафяви с бели краища. Благодарение на тях, леопардът се катери много добре по скалисти терени и по дървета. При бягане, развива скорост до 55 km/h.
Амурският леопард е изключително пъргава котка. Може да скочи до три метра на височина и до шест метра на дължина. Той е десет пъти по-силен от човек и успешно може да изкачи по клоните на дърво с плячка, тежаща три пъти повече от самия него. След като се нахрани обилно, е в състояние да скочи от дървото с главата напред. В плен живее около 20 години, докато на свобода – едва 10 – 15.

### Космена покривка
Космената покривка се сменя два пъти годишно. Лятната козина е с къс косъм (до 2,5 cm), а зимната е плътна и дълга от 5 cm на гърба до 7 cm по долните части на тялото. Зимната козина е светложълта до рижава или рижава със златист оттенък; лятната е по-ярка. Тялото е покрито с ясно очертани големи розетковидни черни петна с по-тъмен център. Малките на амурския леопард са с добре изразена пухеста козина. Поради тази причина, местните жители често ги наричат с името „барс“, въпреки че те не спадат към този вид.

### Глас
Амурският леопард спада към големите ръмжащи котки и анатомичният строеж на ларинкса му позволява да издава по-тихи или силни ревове. Той обаче рядко издава звуци и е значително по-тих от тигъра и лъва.

## Разпространение, динамика и численост на популацията
В миналото ареалът на амурския леопард е обхващал Североизточен Китай, Корейския полуостров и крайния югоизток на Русия. Днес със сигурност се знае, че представителите на този подвид обитават югозападния ъгъл на руския Приморски край.
Районите, които амурският леопард обитава, са труднодостъпни, гористи и с пресечен релеф. Припокриват се с ареала на сибирския тигър, а на югозапад граничат с този на севернокитайския леопард. Растителността е иглолистна и широколистна от манджурски тип в средното и горното течение на реките. Средната надморска височина е от 300 до 500 m. Леопардът избягва да се изкачва на по-големи височини, особено през зимата, когато температурата на тези места обикновено пада до -30 °C.
Суровите условия на живот в тази част на Азия, характеризиращи се със снежни зими и ограничени хранителни ресурси, и преди не са позволявали числеността на амурския леопард да бъде голяма. В последните десетилетия обаче в резултат на човешката дейност броят на леопардите е сведен до критичен минимум.

### На Корейския полуостров
В Южна Корея леопардът е отдавна изчезнал. Последно е наблюдаван в планински район на провинция Кьонсан-Намдо през 1969 г. По непотвърдени сведения, единични екземпляри биха могли да обитават района около демилитаризираната зона между Северна и Южна Корея. Няма сигурни данни леопардът за Северна Корея, макар да се предполага, че все още се среща в крайните северни райони на страната в близост до границите с Русия и Китай. Според руски източници, във втората половина на ХХ век в Северна Корея са живели около 40 индивида в резервати край Пектусан. Изследвания от края на 1990-те години не успяват да докажат наличието на леопарди в трите най-северни провинции на Северна Корея.

### В Китай
По приблизителни изчисления, от 1970-те години до края на ХХ век, популацията на далекоизточния леопард в Китай е намаляла със 70%. Според едно от последните преброявания на китайска територия живеят не повече от 10 екземпляра. Те се намират в труднодостъпни планински райони в провинциите Хъйлундзян и Дзилин, по границите с Русия и Северна Корея.
През 2012 г. се появяват сигурни сведения за съществуването на амурски леопарди и в пограничния регион на Китай. Фотокапан, заложен в резервата Хунчун, успява да заснеме леопард. Според учените, в тази част на Китай леопардите наброяват 8 до 11 индивида.

### В Русия
В днешно време всички амурски леопарди в Русия са съсредоточени на тясна ивица земя (не повече от 40 – 50 km широка, с площ от 5000 km²) югозападно от река Раздолная, протичаща в продължение на 200 km покрай границата с Китай до залива Посет в Приморския край. Границите ѝ; непрекъснато намаляват в резултат на стопанското разширение. Само преди около 40 години, ареалът е обхващал по-голямата част от административната област със северна граница по линията между северните брегове на езерото Ханка и югоизточните склонове на Сихоте Алин до Японско море при залива Олга. До началото на ХХ век леопарди са забелязвани доста по̀ на север в Хабаровския край до левия бряг на река Амур. Предполага се, че те не са живеели там постоянно, а само през летния сезон заради плячката. Подобни миграции са наблюдавани и при леопардите от Манджурия в Китай, които достигали до Задбайкалието.
Преломен момент в съкращаването на популацията настъпва в края на XIX век, когато започва усвояване на земите в низината около езерото Ханка. Заселниците се устройват в низината между двата основни планински масива – Източноманджурския и Сихоте Алин, прекъсвайки връзките между леопардите от двете планини. Така хабитатът им се разкъсва на три изолирани една от друга части – едната е на изток в Сихоте Алин, втората е в района на езерото Ханка и на границата с Китай, а третата е в най-югозападните райони на Приморския край. Прекъсването на контакта между трите популации се отразява пагубно за тях и най-вече за сихотеалинската. В последните десетилетия числеността им намалява както следва:
|                     | 1972 – 1973 | 1983 – 1984 | 1990 – 1991 | 2007 – 2013 |
| ------------------- | ----------- | ----------- | ----------- | ----------- |
| Сихотеалинска       | 8 – 10      | 0           | 0           | 0           |
| Ханкска             | 5 – 6       | 0           | 0           | 0           |
| Югозападноприморска | 25 – 30     | 25 – 30     | 33 – 36     | 34 – 50     |

В последно време, броят на индивидите в единствената оцеляла популация – тази в югозападното Приморие – се запазва и дори се наблюдава леко увеличение. Възможно е благоприятният ефект да се дължи на връзките с леопарди от Китай. Макар че през 1990-те години са наблюдавани следи от леопард в снега, сигурни доказателства за неговото съществуване в Сихоте Алин не са открити.
Съгласно ДНК-проучване, извършено от представители на Световния фонд за дивата природа, числеността на популацията на амурския леопард е ниска, но стабилна. Генетичният анализ дава възможност индивидуално да се определят 18 мъжки и 19 женски екземпляра (данните от анализа са събирани от 2000 до 2008 г., поради което числеността на популацията може де се различава). Данните през 2007 г. показват леко повишаване на броя им в сравнение с последното преброяване, при което популацията е наброявала под 35 екземпляра. През 2013 г. WWF съобщава, че популацията в Приморския край наброява до 50 индивида, вкл. малките. С фотокапан са установени 23 индивида, но по косвени следи се предполага, че популацията е два пъти по-голяма. Вероятното увеличение на числеността се дължи на връзки с популацията в Китай, а като цяло числеността на подвида се оценява към 70 – 100 индивида.
|                                              | 2000    | 2003    | 2007    | 2013    |
| -------------------------------------------- | ------- | ------- | ------- | ------- |
| Мъжки екземпляри в разплодна възраст (самци) | 4 – 5   | 9       | 7 – 9   | ?       |
| Женски леопарди с малки                      | 1 – 2   | 4 – 5   | 4       | ?       |
| Женски леопарди без малки (самки)            | 8 – 9   | 7       | 3 – 7   | ?       |
| Малки живеещи с майка                        | 1 – 3   | 4 – 5   | 5 – 6   | 4 – 5   |
| Неразпознати                                 | 8 – 9   | 4       | 6 – 7   | ?       |
| Общо                                         | 22 – 28 | 28 – 30 | 25 – 34 | 48 – 50 |

## Поведение

### Социален живот
Амурският леопард е териториално животно. Той обитава една и съща територия в продължение на много години и използва едни и същи маршрути за обхождането ѝ при търсене на плячка. Често използва пътеките и черните пътища, създадени от хората, но се бои от човека. Не напада хора и обикновено се крие, за да избегне срещите с тях. Не понася постоянно човешко присъствие и за това напуска завинаги райони, където се заселват хора.
Леопардите живеят обикновено поединично. В периода на разгонване образуват за кратко двойки, а след раждането майката живее в семейство със своите малки. Териториите на екземпляри от един и същи пол не се припокриват, но обикновено територията на един мъжки се припокрива с тази на няколко самки. Обхватът на обитаваните от женските територии е около 60 – 100 km². Територията на мъжките екземпляри е от 4 до 6 пъти по-голяма от тази на женските. Тя се обхожда редовно, като границите се маркират посредством следи от нокти по дърветата или чрез разравяне на земята, уриниране и дефекация. За разлика от сладникавата миризма на урината на тигъра, при леопарда тя е остра и много напомня на тази от домашна котка. Подобно на повечето видове котки, амурските леопарди не обичат водата и дъжда. Умеят да спят по дърветата и добре да се скриват в клоните им.
Амурският леопард е изключително потайно животно. За разлика от африканските си роднини, той трудно би могъл да бъде забелязан. Той е едно от най-слабо приспособените към дебела снежна покривка далекоизточни животни. Особено трудно е придвижването в снега на млади котки и майки с техните малки. Поради това те използват следите и пътеките, прокарани от тревопасните животни в същия район.

### Хранене
Амурският леопард е предимно нощен хищник, който излиза на лов един-два часа преди залез и ловува в първата половина на нощта. Наблюдавани са и случаи, когато ловува и през деня. Излиза на водопой при настъпване на сумрак. Леопардите ловуват самостоятелно. Наблюдаван е и групов лов на майка със своите подрастващи малки. Зрението му е изключително остро и може да набележи своята жертва от 1,5 km. Слухът и обонянието му са също силно развити. Ловува основно чифтокопитни тревопасни бозайници като изюбри и петнисти елени. Той не е претенциозен към храната и в менюто му влизат още зайци, язовци, диви свине, лисици, катерици, таралежи, мишевидни гризачи и птици като лещарки, фазани и дори пресноводни раци и жаби. Много често качва своите жертви по клоните на дърветата с цел да предпази улова си от други хищници. Леопардите са и мършояди. Те могат да се хранят с полузамразено месо и разлагащи се трупове на убити животни. Често посещават и трупосъбирателните площадки, намиращи се покрай еленовъдните стопанства. Обикновено за един възрастен е необходимо да си осигури плячка на всеки 12 – 15 дни. При лоши условия обаче улавя голям тревопасен бозайник през 20 – 25 дни. Леопардът дебне из засада своята жертва, като се прокрадва до нея максимално близко (на около 5 – 10 m), в зависимост от особеностите на релефа. Спуска се към жертвата и я настига благодарение на няколко мощни скока.
Леопардът изпитва особена трудност в осигуряването на храна през зимата. Тогава язовецът и енотовидното куче се скриват в своите леговища и изпадат в зимен сън, а младите тревопасни са вече израснали, станали са по-опитни и предпазливи. Останалите неголеми животни са недостатъчно за пълноценно хранене. Петнистият елен, който е основната плячка за леопарда, се движи на стада и появата му на територията е спорадична. Не на последно място, конкурент в лова се оказва и значително по-големият амурски тигър.

### Размножаване и развитие
Половата зрялост настъпва на 2,5-3-годишна възраст при женските и няколко месеца по-късно при мъжките. Леопардите са полигамни и обикновено един мъжки може да ухажва няколко самки. Женските раждат по веднъж на две години. В зоопаркове амурските леопарди раждат предимно в края на пролетта и началото на лятото. В диво състояние те се чифтосват в края на януари и началото на февруари. Бременността продължава 90 – 105 дни. Раждат се по едно до четири малки, средно по две, в леговища в пещери, в корени на дървета или на тихи уединени места. Мъжкият периодично навестява самката и ѝ помага при лова.
Малките се раждат слепи и с петниста окраска. Теглото им при раждане е в рамките на 400 – 600 g с дължина на тялото 15 – 17 cm. Проглеждат на 7-9-дневна възраст. Когато навършат месец, те започват да излизат извън леговището. На двумесечна възраст майката започва да ги храни с полусдъвкано месо. На три месеца космената покривка на малките се променя и добива вид, като при възрастно животно. Петната се променят и добиват розетковидна форма. Малките са зависими от майката до около двегодишна възраст.

### Амурският леопард и човекът
Амурският леопард е окачествяван като най-миролюбивия сред леопардите. За разлика от африканските и индийските си роднини, той не напада хората. За последните 50 години не е регистрирано нито едно непровокирано нападение над хора. Известни са няколко случая на нападения от ранени или преследвани от ловци леопарди при самозащита. Амурският леопард изключително рядко напада и домашния добитък, а кучета ловува по изключение. Благодарение на добрия си слух и зрение първи забелязва хора или домашни животни и незабелязано се оттегля. Възможно е млади любопитни индивиди да следват хора по техните следи в снега, но никога не показват агресивност. Подобно на всички котки, амурският леопард е любопитно животно и се случва да върви по следите на хората, надявайки се на остатъци от техния улов.
На 27 септември всяка година жителите на Владивосток отбелязват Деня на тигъра, празник, посветен на закрилата на редки хищници от тайгата в Усурийския край, като амурския тигър и леопарда. Празникът започва по традиция с карнавално шествие, подготвено от местните ученици. Децата се обличат с костюми на диви зверове от тайгата.

## Заплахи

### Бракониерство
Бракониерството е най-сериозната заплаха за леопардите. Те са отстрелвани заради красивата кожа или за използване на тъкани и органи за лекарства по рецепти на традиционната източна медицина. Бракониерстват както бедни местни селяни, така и руски новобогаташи, предимно от Владивосток, и китайци, които нелегално пресичат границата с Русия. Под предлог, че излизат на разрешен лов за елени, ловците нелегално отстрелват диви котки. От 2002 г. се знае за открити кожи или тела на девет убити екземпляра в Русия и най-малко два в Китай. Нерядко леопарди и амурски тигри биват залавяни в незаконни капани и примки, предназначени за други видове бозайници. Често такива жертви стават по-млади любопитни и неопитни екземпляри. Кожите от убити леопарди се продават на черния пазар по 500 до 1000 американски долара в зависимост от качеството им.
На 15 февруари 2009 г. в Приморския край местни жители откриват труп на бременен женски леопард по врявата от струпалите се врани. При изследването на трупа е установено, че части от тялото са напълно изрязани, а някои вътрешни органи липсват. Смята се, че по този начин са заличени следите от огнестрелни рани, с което се затруднява разкриването на извършителя. През април 2009 г. у бракониери в Усурийск е открита кожа от убит в средата на 2008 г. самец.

### Недостиг на хранителни ресурси
Леопардите са особено зависими от основната си плячка – петнистия елен и сибирската сърна. Бракониерството, спортния лов и горските пожари оказват пагубно влияние и върху популациите на диви тревопасни. Особено благоприятен ефект за тревопасните животни в Русия оказва изградената гранична преграда от метална мрежа с Китай. Тя пречи на миграцията на чифтокопитните към Китай, където популацията им е от 3 до 5 пъти по-малка от тази в Русия. Същевременно съоръжението не пречи на леопардите да преминават от двете страни на границата.

### Обезлесяване
Горите, които се обитават от амурския леопард, бавно се унищожават в резултат на горски пожари. Местното население контролирано опожарява местностите около горите с основна цел освобождаване място за растеж на сладка папрат. Това растение е много популярно в местната, както китайска, така и руска кухня. По този начин около 40% от територията в дадени райони може да бъде опожарена през есента. Под действието на огъня се изпепеляват местните ценни дървесни видове и на тяхно място израстват по-устойчиви на пожари, но същевременно по-малко плодоносни видове дървета. В периода 1970 – 1983 г. леопардът губи 80% от територията, която е обитавал в началото.

### Близкородствено размножаване (инбрийдинг)
Твърде малкото генетично разнообразие и малките изолирани популации на амурски леопард са причина за възникване на случаи на близкородствено размножаване. С това се намаляват репродуктивните качества на новото поколение, намалява се неговата жизненост и устойчивостта му към болести. Особено негативен ефект има фрагментацията на популацията. В историята на подвида вече има подобен пример, в резултат на който две от фрагментираните популации за кратък период от време напълно изчезват.

### Инфраструктурни проекти
Районът на местообитание на амурския леопард около руската граница с Китай и Северна Корея е изключително атрактивен от гледна точка изграждането на важни инфраструктурни обекти като железопътни линии, газопроводи и пристанища. Горите в района се изсичат в резултат на дърводобив или освобождаване на терени с цел строеж на пътища и други инфраструктурни обекти. Проектите за развитие на местен въгледобив са също сериозна заплаха за леопардите. Откриването и експлоатацията на въгледобивна мина е отложено.

#### Туманган
Проектът „Туманган“ предвижда в района на устието на река Туманная да бъде изградено огромно пристанище, обслужващо Русия, Китай и Северна Корея. То ще бъде най-изгодно за Китай, който, макар и съвсем близо до Японско море, няма излаз до него. Освен построяването на терминал неминуемо към него ще бъде изградена обслужваща инфраструктура. По този начин безвъзвратно ще бъдат усвоени нови земи, които се обитават от леопарди.

#### Изместване на петролопровода„Източен Сибир – Тихи океан“
В края на 2004 г. разпореждането на руските власти за прокарване петролопровод от Тайшет, Иркутска област до Японско море (известен с руското съкращение „ВСТО“) предизвиква сериозни опасения за оцеляването на амурския леопард. Конкретният повод е планът на „Транснефт“, компанията, изпълнител на проекта, да създаде терминал за разтоварване на сибирския нефт в залива Перевозная, който се намира западно от Владивосток и в непосредствено съседство с резервата „Кедровая Пад“. Природозащитниците от коалицията ALTA подемат публична кампания (съдебни жалби, дискусии, подписки, медийни изяви) за преместване на проектирания маршрут.
През ноември 2005 г. руските филиали на Грийнпийс и Световния фонд за дивата природа, Международният фонд за защита на животните и други организации обнародват доклад за екологичните рискове от проекта. В доклада се посочва, че намеренията на „Транснефт“ противоречат на руското и международното право, тъй като за да стигне до Перевозная, нефтът трябва да бъде пренасян през федералния заказник „Барсовий“ и съвсем близо до закриляния от ЮНЕСКО резерват „Кедровая Пад“. Съставителите на документа призовават инвеститорите от Русия и чужбина да не подкрепят изграждането на ВСТО, докато маршрутът не бъде изместен.
Въз основа на държавна екологична експертиза, през февруари 2006 г. контролният орган Федералната служба на Русия за екологичен, технически и ядрен надзор (Ростехнадзор), забраняват строежа на пристанищен комплекс в Перевозная. През юли същата година, „Транснефт“ отстъпва пред настояването на природозащитниците (Световен фонд за дивата природа) и министерството на околната среда. Президентът на компанията, Семьон Вайнщок, обявява, че крайната точка на петролопровода трябва да стане терминал в залива Козмин край град Находка.

#### Газопровод Сахалин-Хабаровск-Владивосток
През юли 2009 г. започва строежът на един от най-големите проекти на „Газпром“, газопровода Сахалин-Хабаровск-Владивосток. Компанията си поставя за цел да го завърши през втората половина на 2011 г. По газопровода ще бъде пренасян природен газ от находища, намиращи се в шелфа на Сахалин, а в по-далечно бъдеще и в Якутия, до пристанището във Владивосток. Според руски еколози тръбата ще застраши пряко живота на леопардите, тъй като ще наруши местообитанието им в заказника „Леопардовий“.
В края на септември 2009 г. еколозите от Амурския филиал на Световния фонд за дивата природа подават искане до Ростехнадзор да отхвърли плановете за строителство на газопровода „Сахалин-Хабаровск-Владивосток“. Най-важната причина за това е, че проектът е сериозна заплаха за популацията на амурския леопард. Според WWF предложената за одобрение документация е незаконна. Предвижда се маршрутът на газопровода да премине през резервата „Леопардовий“. Съгласно „Закона за специално защитените територии“ строителството на тяхна територия е забранено. Според природозащитниците тръбата ще наруши водоизточниците в района и ще заплаши редките животни.
Според представителите на Амурския филиал на Световния фонд за дивата природа организаторите, които ще изграждат газопровода, са забравили за съществуването на изчезващия вид. Според тях газопроводът ще премине през териториите на 14 от амурските леопарди. Макар и документално всичко да е спазено, за вредата, нанесена на резервата „Леопардовий“, се споменава изключително малко. Предвид непоносимостта на леопарда спрямо хората той може да напусне окончателно районите, през които ще премине тръбата. Това ще се окаже крайно фатално за едни от последните екземпляри на свобода.

## Опазване
Амурският леопард е включен в Приложение I на Конвенцията за международна търговия със застрашени видове от дивата фауна и флора (CITES). Подвидът е включен както в руската, така и в световната Червена книга. През 2000 г. площта на разпространение на подвида е била едва 2500 km². Отстрелът на леопарди е забранен през 1956 г., а през 1966 г. е забранено и залавянето на живи екземпляри. В Китай убийството на леопард се наказва със смърт.

### Държавна политика и резервати в Русия и Китай
Единственият руски резерват, в който понастоящем се размножава амурският леопард, е Кедровая Пад. Със своите близо 18 хиляди хектара обаче той е твърде тесен и без съществена роля в съхранението на котките. Обитаван е само от един постоянно живеещ самец, който се чифтосва с не повече от две женски. Почти всяка година от 2 до 4 малки напускат резервата. Околните територии са усвоени от хората и са непригодни за живот на леопарда. Така малките са обречени на почти сигурна смърт в резултат на бракониерство или глад. През октомври 2008 г. е създаден нов федерален заказник с името „Леопардовий“. Той се намира на североизток от Кедровая Пад в непосредствена близост до него и обхваща площ от 169 429 ha. Новият заказник е обединение на два вече съществуващи – „Барсовий“ и „Борисовское плато“. Причината за обединението на двата резервата е по-доброто управление на територията и осигуряване на пълноценна защита на леопарда. През април 2012 г. Леопардовий влиза в състава на новооснован национален парк „Земля леопарда“. Новият национален парк обединява защитени територии, селскостопански райони и военни полигони и обхваща около 60% от известната територия на обитание на амурския леопард и всички негови обитания, в които се раждат и израстват малки. Освен леопардите на територията му живеят и 10 сибирски тигъра.
На среща през март 2009 г. между руския министър-председател Владимир Путин и министъра на природните ресурси и екологията Юрий Трутнев е изнесен план за възстановяване на популацията на амурския леопард в защитените територии чрез „внос“ на леопарди от същия подвид. Не се съобщава обаче откъде ще бъдат внесени тези екземпляри.
Въпреки че в Китай живеят едва десетина леопарда, страната има голям потенциал за възстановяване на популацията. Територията в близост до границата с Русия е много подходяща за дивите котки. В средата и края на 90-те години на XX век е извършено проучване на средата за живот на амурските тигри и леопарди в Русия и Китай. За целта е разработен план за създаването на мрежа за трансгранично управление на защитените територии и зони. Препоръките от плана довеждат до създаването на резервата Хунчун в Китай през 2001 г. Той се намира в непосредствена близост до границата с Русия и обхваща територия с площ около 100 000 ha. В сътрудничество с неправителствени организации се полагат усилия в провеждането на образователни програми и премахване на капани, определени за улавяне копитни животни, но опасни и за леопарди.
В средата на 2009 г. Русия и Китай се договарят да започнат подготовката по създаване на трансграничен руско-китайски природен резерват. Целта на създаването му е запазване на популацията на сибирския тигър и амурския леопард. Решението на двете страни е регистрирано в протокол на заседанието на подкомисията за сътрудничество в областта на опазването на околната среда. Подписан е от министъра на екологията на Русия Юрий Трутнев и китайския му колега Джоу Шънсиен. И двете страни признават за особено важна задачата зо възстановяването на популацията на дивите животни в крайграничните райони въз основа на съвместни програми за запазването на амурския тигър и амурския леопард. Предвижда се в новия трансграничен резерват да бъдат включени териториите на „Хунчун“ в Китай и „Леопардовий“ и „Кедровая Пад“ в Русия. Пълното обединение на административното управление и синхронизиране на дейностите е планирано да се извърши през 2013 г.
Според неправителствените организации, за да се запази амурският леопард в дивата среда е нужно да се разшири неговият ареал, като се разселят индивиди в територии, обхващащи неговите исторически местообитания. Предвижда се реинтродуциране на амурски леопарди от зоопаркове в южната част на Сихоте Алин. Предвидено е това да се извърши в резервата „Лазовский“.
В югозападната част на Приморския край се отглеждат петнисти елени в стопанства, наречени „еленови паркове“. Те обхващат територия от 90 хил. хектара, като шест от общо осемте се намират в непосредствена близост или в ареалите на обитание на леопардите. Стопанствата имат благоприятен ефект за леопардите. Те често се посещават от тях, особено в лоши сезони, и дори майки водят със себе си и своето потомство. В същото време обаче местата са опасни, поради това, че работниците в парковете често убиват натрапниците, дошли да ловуват.

### Неправителствени организации
От 2000 г. е отбелязан сериозен напредък в опазването на амурския леопард. Създадено е обединение на 13 международни и руски организации под името „Алианс за опазване на амурския тигър и леопард“ (The Amur Leopard and Tiger Alliance, ALTA). Организациите от алианса развиват дейности, свързани с ограничаване и ликвидиране на бракониерството и обезлесяването, извършват обучение на органите на реда, развиват научни програми за изследване на амурския леопард.
Представителите на алианса работят в тясно сътрудничество със Световния фонд за дивата природа. Той също изпълнява няколко проекта с цел опазване на амурския леопард в дивата природа. През 1999 г. е разработена Стратегия за съхранение на амурския леопард в Русия. Създадена е специализирана група срещу бракониерството, наречена „Леопард“. Създават се проекти за организиране на нови охраняеми територии и оптимизиране на условията във вече съществуващите. Извършват се образователни програми сред населението с цел екологичното му ограмотяване. В същото време, според Алианса, през последните години в Русия липсва политически интерес към съхранението и опазването на дивата природа.
В периода от 2000 до 2008 г. природозащитници извличат ДНК-проби от рани, козина и екскременти от дивите котки. Пробите обикновено се събират през зимата, когато отпечатъците от лапите се разпознават по-лесно в снега. През останалите сезони специално обучени кучета търсят материал годен за изследване. В сътрудничество с генна лаборатория на университета в Хокайдо, Япония, събраните материали се анализират, за да се определи броят, половата структура, генетичното разнообразие и, в крайна сметка, шансовете за оцеляване на популацията.

### Развъждане в плен
Според някои източници броят екземпляри на амурския леопард в различни зоологически градини по света е малко над 100. Други източници сочат, че амурски леопарди се отглеждат в 107 зоопарка по света с общ брой 289 екземпляра. Много от тях обаче не са чистокръвни, а са кръстоски на родители от два подвида.
Днес отглежданите в плен леопарди могат да се окажат ценен резерв за съхранение на генетичния фонд и да участват в програми по развъждане и реинтродукция на екземпляри в дивата природа. Амурските леопарди се отглеждат в плен от 1961 г., а от 1974 г. са заведени в племенна книга. Интересен факт е, че всички родени в плен амурски леопарди произхождат от 10 екземпляра, заловени в дивата природа. Девет от екземплярите са били чистокръвни амурски, а един от тях (записан под номер 2 в племенната книга) е бил представител от друг неустановен подвид (вероятно севернокитайски). Голяма част от поколенията днес носят генетичен материал от този леопард. На по-късен етап грешката е установена и за поправянето ѝ са разработени развъдни програми за контрол на поколенията и затвърждаване на белезите на целевия подвид. Проучвания са установили, че са необходими десет поколения (около 50 години), за да бъде поправена допуснатата грешка.
Повечето от амурските леопарди се отглеждат в зоопаркове в Европа, Северна Америка и страните от бившия Съветски съюз. Отглеждането и развъждането на леопардите в Европа се извършва съгласно Europaeisches Erhaltungszucht Programme (организирана програма за размножаване в плен). Тя се контролира съвместно от Лондонското зоологическо общество и Московския зоопарк. В Северна Америка развъждането се осъществява от Species Survival Plan (SSP). Програмата се контролира от зоопарка в Минесота. Основният проблем и при двете програми е, че се повишава опасността от близкородствено размножаване сред новородените в неволя малки. Един от възможните варианти за избягването му е да се уловят диви леопарди, които да „влеят кръв“ в поколението на отглежданите в плен. Това обаче би застрашило дивата популация. В Новосибирския зоопарк през последните 10 години на бял свят са се появили 32 малки на амурския леопард.